# Nyctemera picata
Nyctemera picata är en fjärilsart som beskrevs av Kirby 1892. Nyctemera picata ingår i släktet Nyctemera och familjen björnspinnare. Inga underarter finns listade i Catalogue of Life.